# Accipiter badius

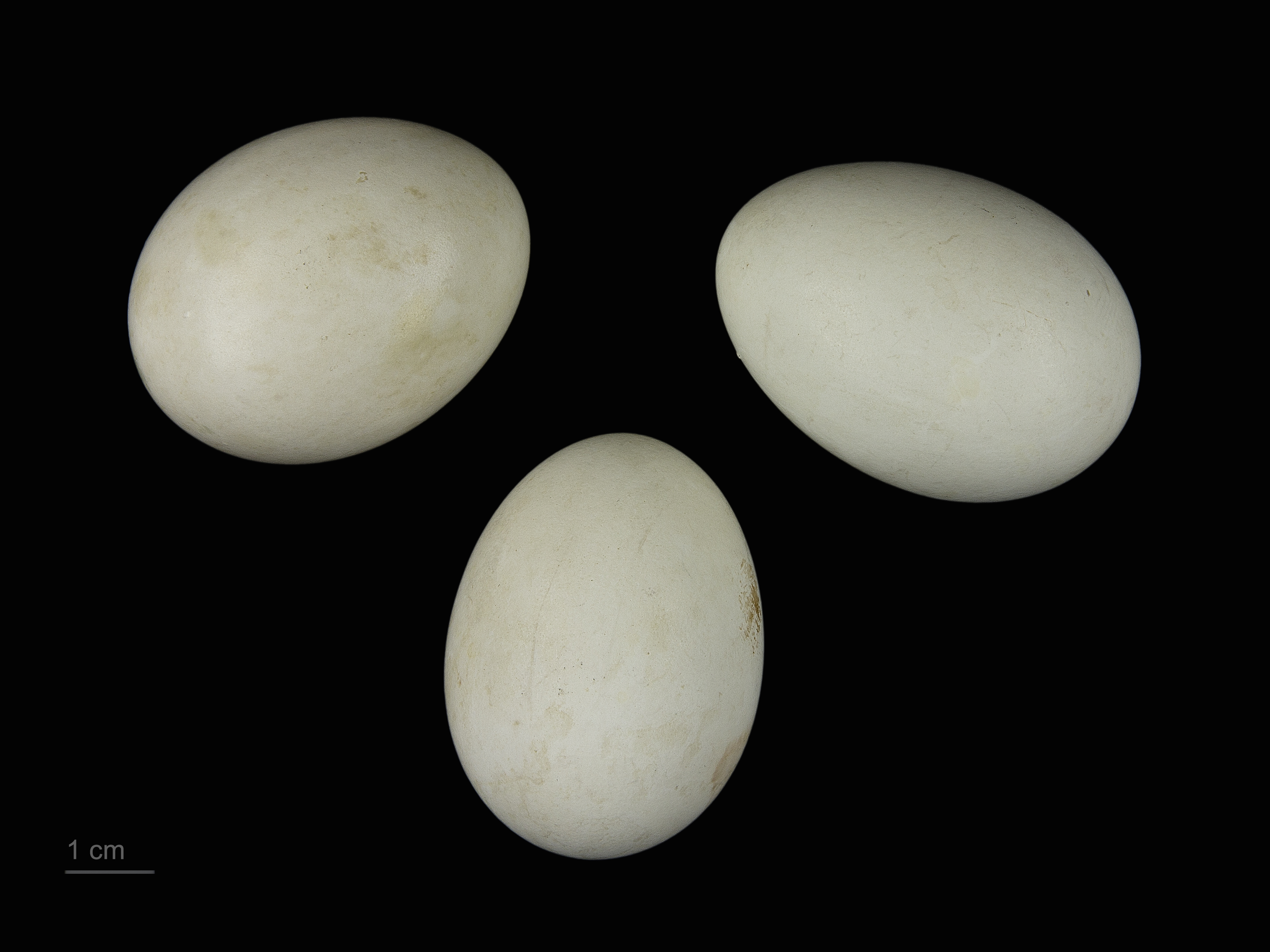
Accipiter badius - MHNT

El gavilán chikra (Accipiter badius) es una especie de ave accipitriforme de la familia Accipitridae común en amplios territorios del sur de Asia y el África subsahariana.

## Subespecies
Se conocen seis subespecies de Accipiter badius :
- Accipiter badius cenchroides - de Azerbaiyán a Kazajistán, Irán y noroeste de la India.
- Accipiter badius dussumieri - India central  y Bangladés.
- Accipiter badius badius - sudoeste de la India y Sri Lanka.
- Accipiter badius poliopsis - del norte de la India al sur de China, Tailandia y Vietnam.
- Accipiter badius sphenurus - de Senegambia al sudoeste de Arabia, norte de Zaire y de Tanzania.
- Accipiter badius polyzonoides - del sur de Zaire y de Tanzania al norte de Sudáfrica.